# Руммель, Рудольф
Рудольф Джозеф Руммель (21 октября 1932, Кливленд, Огайо — 2 марта 2014) — американский политолог. Преподаватель политологии и истории в Гавайском университете. Автор концепции демоцида, включающей различные формы массовых убийств невооружённого гражданского населения (например, геноцид), осуществляемых правительством. Согласно его исследованиям, количество людей, погибших от демоцида только в течение одного XX века, в шесть раз больше, чем за все войны этого столетия, вместе взятые. Был сторонником теории демократического мира: используя факторный анализ (статистический метод), он сделал предположение, что вероятность вооружённого конфликта между демократическими государствами наименее вероятна, и что «демократии не воюют друг с другом».

## Биография
Изучал политологию в Гавайском университете, где в 1959 году получил степень бакалавра, а в 1961 году — магистра. В 1963 году в Северо-западном университете в Эванстоне, штат Иллинойс, получил степень доктора философии. Далее преподавал в различных университетах: в 1963 году в Университете Индианы, с 1964 по 1966 год — в Йельском университете, и с 1966 года — в Гавайском университете. В последние годы жизни был почётным профессором политологии на Гавайях.
Помимо академической деятельности был известен как консультант американских военных.

## Литературное наследие
Руммель написал в общей сложности 24 научные монографии. Основные результаты своих исследований он публиковал в 1975-81 гг. в журнале Understanding Conflict and War. Последующие 15 лет он занимался уточнением своей теории и её эмпирической проверкой. Результаты были опубликованы в книге Power Kills (1997). Среди других известных работ — книга «Смертельная политика: Советский геноцид и массовые убийства с 1917 г.» (Lethal Politics: Soviet Genocides and Mass Murders 1917—1987, 1990); «Кровавый век Китая: Геноцид и массовые убийства с 1900 г.» (China’s Bloody Century: Genocide and Mass Murder Since 1900, 1991); «Демоцид: Нацистский геноцид и массовые убийства» (Democide: Nazi Genocide and Mass Murder, 1992); «Смерть от руки государства» (Death by Government, 1994); а также «Статистика демоцида» (Statistics of Democide, 1997). На личном веб-сайте автора приведено множество выдержек из его книг, включая графики и таблицы, указаны источники информации и приводятся методики расчётов.
Руммель также опубликовал две книги по общим методикам статистического анализа: «Понимание факторного анализа» (Understanding Factor Analysis, 1970) и «Понимание корреляций» (Understanding Correlation, 1976).
Он также написал серию художественных книг в жанре альтернативной истории («Никогда больше», англ. Never again), где описывается, как тайный орден посылает мужчину и женщину в 1906 год, снабдив их самым современным оружием и огромными финансовыми ресурсами, с заданием построить мирное общество. Эти книги выложены в свободный доступ.

## Научные труды
- Dimensions of Nations, Sage Publications, 1972
- Wilkenfeld, J., ed. Conflict Behavior & Linkage Politics (contributor), David McKay, 1973
- Peace Endangered: Reality Of Détente, Sage Publications, 1976
- Understanding Conflict and War, John Wiley & Sons, 1976
- Conflict in Perspective (Understanding Conflict and War), Sage Publications, 1977
- Field Theory Evolving, Sage Publications, 1977
- Der gefährdete Frieden. Die militärische Überlegenheit der UdSSR («Endangered Peace. The Military Superiority of the USSR»), München, 1977
- with Rhee, Omen & Sybinsky. National Attitudes and Behaviors, Sage Publications, 1979
- In the Minds of Men. Principles Toward Understanding and Waging Peace, Sogang University Press, 1984
- Applied Factor Analysis, Northwestern University Press, 1988
- Lethal Politics: Soviet Genocide and Mass Murder since 1917[англ.], Transaction Publishers, 1990
- China’s Bloody Century: Genocide and Mass Murder Since 1900, Transaction Publishers, 1991
- The Conflict Helix: Principles & Practices of Interpersonal, Social & International Conflict & Cooperation, Transaction Publishers, 1991
- Democide: Nazi Genocide and Mass Murder, Transaction Publishers, 1992
- Death by Government, Transaction Publishers, 1997
- Statistics of Democide: Genocide and Mass Murder since 1900, Lit Verlag, 1999
- Power Kills: Democracy as a Method of Nonviolence, Transaction Publishers, 2002
- Never Again (series)*

1. War and Democide, Llumina Press, 2004
2. Nuclear Holocaust, Llumina Press, 2004
3. Reset, Llumina Press, 2004
4. Red Terror, Llumina Press, 2004
5. Genocide, Llumina Press, 2005
6. Never Again?, Llumina Press, 2005

(no #) Ending War, Democide, & Famine Through Democratic Freedom, Llumina Press, 2005
(no #) Never Again Series Supplement, Llumina Press, 2005
- The Blue Book of Freedom: Ending Famine, Poverty, Democide, and War, Cumberland House Publishing, 2007